# Thermovolt Műszervállalat
A vállalat 1942 februárjában alakult meg Nagy Pál mérnök vezetésével Thermovolt Műszervállalat néven.

## Története
A vállalat a Budapest VI. kerület Munkácsy Mihály utca 33 szám alatti emeletes ház földszintjének 4 helyiségből álló lakásában működött 18-20 fő részvételével. Nagy Pál mellett nem hivatalosan részt vett a vállalkozában a Marx és Mérei cégtől kilépett Vajda Lipót mérnök is.

## Termékek

### Örökölt gyártmányok
A Thermovolt megörökölte Vajda Lipót „Metrum” nevű vállalkozásának gyártmányait:
elektromos mérőműszereket
thermoelemeket
hőtechnikai műszereket
elektrodinamikus műszereket.
Később Vajda kifejlesztette az ejtőkengyeles műszertípust, melyet szabadalmaztatott. 

### További gyártmányok
profilműszerek
fénymutatós galvanométerek
ellenállásmérők
pontírók
kontaktvoltmérők

## A háború után
A második világháborút a vállalkozás szerencsésen átvészelte. Termelőkapacitása nem pusztult el.
1950-ben beolvasztották az EKM gyárba.